# Tegenaria longimana
Tegenaria longimana är en spindelart som beskrevs av Simon 1898. Tegenaria longimana ingår i släktet husspindlar, och familjen trattspindlar. Inga underarter finns listade i Catalogue of Life.